# Benledi-Klasse
Die Benledi-Klasse genannte Schiffsklasse war eine Baureihe von Motorschiffen der Ben Line. Die Schnellfrachter-Serie stellte deren letzten Entwurf eines herkömmlichen Stückgutschiffs vor der Gründung der Associated Container Transportation (ACT) und der darauf folgenden Umstellung der Reedereien auf Containerschiffe dar.

## Geschichte
Die Baureihe dieses Schiffstyps der Werft Charles Connell & Company in Scotstoun umfasste drei Einheiten, die zwischen 1965 und 1967 in Dienst gestellt wurden. Durch das Konzept der Schnellfrachter, die mit ihrer hohen Geschwindigkeit von 21,5 Knoten eine erhebliche Verkürzung der Reisedauer ermöglichten, erhoffte sich die Reederei eine Verbesserung der Wirtschaftlichkeit für den Fernost-Dienst. Die neuen Schiffe erlaubten bis zur Schließung des Suezkanals eine Verringerung der Reisedauer nach Ostasien auf 16,5 Tage. 
Schon während der Bauzeit der Benledi-Klasse wurde der Wandel der Langstreckenlinienverkehre durch die Einführung des Containers deutlich. Dies führte dazu, dass nur kurze Zeit darauf begonnen wurde, den Ostasiendienst auf Containerschiffe umzustellen. Noch vor dem Stapellauf der Benalbanach hatte die Ben Line mit anderen Reedereien die Containerschiffsreederei ACT gegründet, die ab 1968 ihre ersten Containerschiffe für den gemeinsamen Ostasiendienst in Fahrt brachte. Im Gegensatz zu anderen ebenfalls in Fernost-Dienst eingesetzten Schnellfrachterserien, wie den Super-P's der Blue Funnel Line, oder den Schiffen der Friesenstein- oder der Westfalia-Klasse, wurden die drei Ben-Line-Schwesterschiffe nicht zu Semicontainerschiffen umgebaut. Ab 1974 wurde die Ausrichtung der Ben Line auf weitere Geschäftsfelder weiter vorangetrieben. Die Schiffe der Benledi-Klasse wurden 1979 en bloc an die Italia Line veräußert und waren bis 1988 abgebrochen worden oder verlorengegangen.

## Die Schiffe
- Das erste Schiff der Klasse war die am 9. Februar 1965 mit der Baunummer 505 zu Wasser gelassene und im Juni 1965 abgelieferte Benledi. 1972 wurde das Schiff an die Italia Line abgegeben und in Da Noli umbenannt. Nach acht Jahren wurde das Schiff 1980 veräußert und als Tina B. unter Panamaflagge weiterbetrieben. Nach einer weiteren Umbenennung, 1982 in Bello und später in Tina ging das Schiff im August 1987 verloren.[1]
- Erst am 19. Juni 1966 erfolgte der Stapellauf des zweiten Schiffes der Serie, der Ben Wyvis mit der Baunummer 509. Im Dezember 1966 wurde sie an die Ben Line übergeben. Sie wurde 1972 mit ihren Schwesterschiffen en bloc an die Italia Line verkauft und dort als Da Recco weiterbetrieben. Nach einem Feuer an Bord am 4. Juni 1979 in La Spezia wurde sie ab November 1979 im selben Ort verschrottet.[2]
- Den Abschluss der Klasse bildete die Baunummer 510 mit dem Namen Benalbanach. Sie wurde am 12. April 1967 vom Stapel gelassen, im Sommer 1967 übergeben und schon 1972, nach nur fünf Jahren im Fernostdienst, von Ben Line an die Italia Line verkauft, die sie als Da Verrazzano weiterbetrieb. Nach weiteren Verkäufen, zunächst 1980 nach Liberia als Rea B., 1985 als Razorbill und 1987 als Bill, wurde sie 1988 ein letztes Mal zur Glint umbenannt und ab dem 20. Oktober 1988 in Alang abgebrochen.[3]